# Dorsoduro
Dorsoduro je jedan od šest sestiera u Veneciji, u Sjevernoj Italiji. U Dorsoduru je 12. prosinca 2007. živjelo 15.586 stanovnika, od toga 4.763 na otoku Giudecca i 1.535 na otoku Sacca Fisola.
Dorsoduro je najviši i najstabilniji dio Venecije, čije ime na talijanskom doslovno znači - tvrdi greben. Sestieru Dorsoduro pripadaju i otoci Giudecca i Sacca Fisola.

## Povijest
Dorsoduro se počeo razvijati duž kanala Giudecca, uz koji su se prve kuće počele podizati u 6. stoljeću. Od 11. stoljeća kvart se počeo širiti duž Canal Grandea, uz koji su u kasnijim vijekovima podignute najznačajnije građevine u tom kvartu bazilika Santa Maria della Salute, kej Zattere i zgrada Carinarnice (Dogana) na Carinskom rtu u kojem se danas nalazi Muzej Punta della Dogana.
U 19. stoljeću u Dorsoduro se uselio novoosnovani muzej Accademia do postojeće Akademije likovnih umjetnosti a kvart je povezan s centrom Venecije (San Marco) novim drvenim mostom preko Canal Grandea - Ponte dell'Accademia. Od tad je Dorsoduro postao kvart u koji su se rado naseljavali stranci, - tako da je su cijene nekretnina radikalno skočile.

## Znamenitosti
Uz već spomenutu zavjetnu crkvu Santa Maria della Salute i Accademiu u Dorsoduru se nalazi i poznata Kolekcija Peggy Guggenheim i cijeli niz palača na Canal Grandeu; Palazzo Dario, Ca' Foscari, Ca 'Rezzonico, Palazzo Ariani i Palazzo Zenobio. U sestieru se nalaze poznate crkve; San Trovaso, San Pantalon, San Nicolò da Tolentino, Ospedale Giustinian,  San Sebastiano, Santa Maria del Carmelo i Velika bratovština Carmini i dva lijepa trga Campo San Barnaba i Campo Santa Margherita.